# Mirko Baum
Mirko Baum (* 1944 in Jungbunzlau, Protektorat Böhmen und Mähren) ist ein deutsch-tschechischer Architekt und emeritierter Universitätsprofessor.

## Werdegang
Mirko Baum studierte von 1962 bis 1969 Architektur an der Tschechischen Technischen Universität Prag. 1970 war er Mitbegründer der Architektenkommune Skola SIAL in Liberec und bis zu seiner Ausreise in die Bundesrepublik 1974 aktives Mitglied. Er arbeitete zwischen 1974 und 1976 bei Kraemer, Sieverts und Partner in Köln und anschließend bis 1991 bei Josef Paul Kleihues in Dülmen. Seit 2007 arbeitet er mit seinem ehemaligen Assistenten David Baroš zusammen. Zwischen 2014 und 2017 arbeitete er mit Vladimír Janata in der Firma EXCON zusammen. Baum lehrte als Assistent in der Architekturklasse von Josef Paul Kleihues an der Sommerakademie Salzburg (1988), als Gastprofessor an der Gesamthochschule Kassel (1991) und als Professor für Konstruktives Entwerfen an der RWTH Aachen (1993–2013).

## Architektursprache
Mirko Baums Architektur ist geprägt von einem tiefen Interesse an den modernen technologischen und ingenieurwissenschaftlichen Grundlagen des Bauens. Seine Werke zeugen von einer Faszination für das Schaffen von Richard Buckminster Fuller, der Archigram-Gruppe und den frühen Arbeiten von James Stirling – wegweisende Persönlichkeiten und Strömungen, die die Anfänge der HIGH-TECH-Bewegung maßgeblich prägten.

## Bauwerke
Als Mitarbeiter bei J. P. Kleihues:
- Dachstuhl der Karmeliterkirche, Frankfurt am Main

Die Bauten von Baum wurden u. a. von Vladimír Špaček fotografiert.
- Comeniusbrücke, Jaroměř mit Bauingenieur Vladimír Janata
- Fußgänger- und Radfahrerbrücke, Königgrätz[2]
- 1998–2002: Studentische Arbeitsplätze der RWTH Aachen mit Alexander Voigt[3]
- 1994: Haus, Roetgen[4]

## Ehrungen und Preise
- 2003: Nominierung – Mies van der Rohe Preis für Studentische Arbeitsplätze der RWTH Aachen[5]
- 2003: Auszeichnung guter Bauten für Studentische Arbeitsplätze der RWTH Aachen

## Schüler
- Björn Martenson
- Thomas Neumann

## Vorträge
- 2020: IDA20-02-14 Baum Baroš – Comeniusbrücke Jaromer